# Free Fire World Series 2022
O mundial de Free Fire de 2022, o Free Fire World Series(FFWS), é o maior evento competitivo do jogo, campeonato mundial que aconteceu pela segunda vez no ano.
A EVOS Phoenix é campeã do Mundial de Free Fire 2022 (Bangkok), a Free Fire World Series (FFWS) com o título, a equipe Tailandesa se consagra tricampeã mundial, tendo o primeiro titulo como Phoenix Force. O título veio na tarde deste sábado (26) após oito quedas muito disputadas. A brasileira Vivo Keyd tinha a liderança até a última queda, em Alpine, e prestava atenção somente na então vice-líder Nigma Galaxy, a mais próxima do esquadrão na tabela. Porém, renascendo das cinzas, a Phoenix encaixou uma queda magistral no confronto decisivo em Alpine, com BOOYAH! e absurdas 18 eliminações. Foram 30 pontos no total para subir muito na tabela de classificação, superar a Nigma e ultrapassar a VK por somente três pontos.

## Premiação
Com a taça, o esquadrão leva para casa o prêmio de US$ 500 mil (cerca de R$ 2,5 milhões). Graças ao vice, a VK levou o prêmio de US$ 250 mil (cerca de R$ 1,25 milhão). A outra brasileira, Magic Squad, também foi bem e fechou a campanha na quarta colocação, garantindo o prêmio de US$ 100 mil (cerca de R$ 500 mil).
| Premiação   | Premiação   |
| Colocação   | Prêmio      |
| ----------- | ----------- |
| 1º          | US$ 500 mil |
| 2º          | US$ 250 mil |
| 3º-4°       | US$ 100 mil |
| 5°-6°       | US$ 90 mil  |
| 7°-8°       | US$ 80 mil  |
| 9°-10°      | US$ 70 mil  |
| 11°-12°     | US$ 60 mil  |
| 13°-14°-15° | US$ 50 mil  |
| 16°-17°     | US$ 40 mil  |

Fonte:

## Formato
Assim como nos mundiais anteriores, a FFWS 2022 em Bangkok contará com duas fases: Play-in e Final. Para a fase de abertura, as nove equipes classificadas com as menores seeds se enfrentarão na busca das quatro vagas remanescentes na final. Entre elas, está a Magic Squad, que ficou com essa vaga graças ao vice-campeonato na LBFF 8. EVOS Phoenix, campeã mundial e segunda colocada na última etapa da liga tailandesa, também está na disputa.
Ao final do Play-in, as quatro melhores pontuadoras avançarão para a final do mundial. O formato permanecerá o mesmo, com oito quedas a serem disputadas, duas em cada um dos quatro mapas competitivos. A única diferença fica para a quantidade de equipes presentes na final, 12 no total. A maior pontuadora da final se sagrará campeã mundial em Bangkok.
| Play-in | Play-in     | Play-in |
| *       | Times       | Pontos  |
| ------- | ----------- | ------- |
| 1º      | Magic Squad | 118     |
| 2º      | EVOS        | 107     |
| 3º      | Naguara     | 103     |
| 4º      | RRQ         | 98      |
| 5º      | EXPAND      | 96      |
| 6º      | HOTSHOT     | 73      |
| 7º      | FLASH       | 70      |
| 9º      | LGDS        | 37      |

## EQUIPES
Equipes que disputaram a final:
| Free Fire World Series 2022 Bangkok | Free Fire World Series 2022 Bangkok | Free Fire World Series 2022 Bangkok | Free Fire World Series 2022 Bangkok |
| *                                   | Pais                                | Prêmio                              | Pontos                              |
| ----------------------------------- | ----------------------------------- | ----------------------------------- | ----------------------------------- |
| 1º                                  | Tailândia                           | EVOS Phoenix                        | 117                                 |
| 2º                                  | Brasil                              | Vivo Keyd                           | 114                                 |
| 3º                                  | Tailândia                           | Nigma Galaxy                        | 97                                  |
| 4º                                  | Brasil                              | Magic Squad                         | 96                                  |
| 5º                                  | Latam                               | Ignis Esports                       | 88                                  |
| 6º                                  | Indonésia                           | SES Alfaink                         | 88                                  |
| 7º                                  | Indonésia                           | RRQ KAZU                            | 83                                  |
| 8º                                  | Portugal                            | VASTOMUNDO                          | 78                                  |
| 9º                                  | MCP                                 | AV RADICALS                         | 48                                  |
| 10°                                 | Latam                               | Naguara                             | 48                                  |
| 11º                                 | MENA                                | Alpha                               | 37                                  |
| 12°                                 | Vietname                            | HQ Esports                          | 32                                  |